# Lima Duarte
Lima Duarte là một đô thị thuộc bang Minas Gerais, Brasil. Đô thị này có diện tích 848,089 km², dân số năm 2007 là 15909 người, mật độ 19,5 người/km².